# Olympic Tower
La Olympic Tower es un edificio de 51 plantas localizado en la Quinta Avenida en Midtown Manhattan, Nueva York. Se encuentra entre 51st Street y 52st Street. La dirección exacta es 651 Fifth Avenue. Construido en 1975, su construcción se realizó en un solar en el que se construyó una tienda de Best & Company en 1947. Posee 225 apartamentos y más de 23.000 metros cuadrados de espacio comercial y de oficinas. Situado al lado de la Catedral de San Patricio de Nueva York, ofrece vistas del contrafuerte de la catedral y de la Quinta Avenida. Tras la construcción, se convirtió en un lugar privilegiado para la compra y venta de bienes raíces.
El uso planeado del edificio fue un concepto innovador para la época, ya que era el primer edificio de uso mixto zonificado en la Quinta Avenida durante aquella época, con la primera planta destinada al uso comercial, 21 plantas de oficinas y 30 de viviendas. Fue construido por el magnate de transporte Aristóteles Onassis y su empresa, Victory Development, en sociedad conjunta con Arlen Realty & Development Corporation.
La Olympic Tower fue diseñada por el estudio de arquitectura, Skidmore, Owings and Merrill, conocida por diseñar la Willis Tower y el John Hancock Center en Chicago, además de varios rascacielos en Estados Unidos y en otros países. Paul Golderberg de The New York Times, criticó la arquitectura del edificio, calificándola de opresivamente banal.
Cuando se terminó el edificio, contaba con algunos de los apartamentos más lujosos del mundo en aquella época. El billonario Adnan Khashoggi tenía una piscina instalada en su apartamento después de que el edificio fuera construido. Las oficinas de la NBA se encuentran localizadas entre las plantas 12 y 20 del edificio.
En mayo de 2012, la firma de inversiones inmobiliarias Crown Acquisitions realizó una participación en acciones del 49.9 por ciento en la torre, la cual fue valuada en alrededor de un billón de dólares. En 2015, Oxford Properties adquirió una participación mayoritaria.
Alessandra y Allegra Gucci, las hijas de Maurizio Gucci, poseen un ático en el edificio. En agosto de 2015 fue puesto en venta.